# Bunjevačke i šokačke novine (Budimpešta)
Bunjevačke i šokačke novine su bile mjesečne novine na hrvatskom jeziku koje su izlazile u Budimpešti. U impresumu se definirao kao društveni i gospodarski list za narod.
Pokrenuo ih je 1. siječnja 1924. rimokatolički svećenik Ivan Petreš, hrvatski književnik iz Kaćmara i Ivan Paštrović.
Sjedište im je bilo u Budimpešti u VIII. okrugu, u Ulici Sándora Főhercega 28.
Nakladnik ovih novina je bio Bunjevački i šokački narodni odbor. List je nosio ime tih dviju najvećih zajednica Hrvata u Mađarskoj, Bunjevaca i Šokaca.
Godišnja pretplata za ove novine je bila (duhovito) navedena u naturi, odnosno cijena je bila navedena u robi kao mjernoj jedinici "10 kg žita".
Urednik Ivan Petreš se ovako obratio Bunjevcima i Šokcima u svom listu, definirajući njihovu ulogu u Mađarskoj: "...Bunjevci i Šokci ne mogu biti ino osim katolici i ljubitelji magjarske grude zemlje...".
List je 1924. dao ovu procjenu broja Bunjevaca i Šokaca u Mađarskoj "Bunjevaca i Šokaca ima u sadašnjoj Madžarskoj oko sedamdeset hiljada. Najviše od njih žive u Bačkoj i Baranji, a osim toga ih ima više hiljada u peštanskoj, šomodjskoj i Fehér varmeđi."

## Urednici
- Ivan Petreš